# Projern
Projern ist eine Ortschaft in der Gemeinde St. Veit an der Glan im Bezirk Sankt Veit an der Glan in Kärnten, in Österreich. Die Ortschaft hat 51 Einwohner (Stand 1. Jänner 2024). Sie liegt auf dem Gebiet der Katastralgemeinde Projern.

## Lage
Die Ortschaft liegt im Glantaler Bergland im Süden des Bezirks Sankt Veit, nordöstlich des Ulrichsbergs und südwestlich von Hörzendorf. Zur Ortschaft gehören auch die Höfe Raner (Haus Nr. 20, nordöstlich außerhalb des Dorfs) und Thurmweber (Haus Nr. 14, nordwestlich außerhalb des Dorfs; so benannt wegen der nahen Ruine der Burg Karlsberg) sowie der Weiler Schmied (Haus Nr. 10, 11, 12, 17) südwestlich außerhalb des Dorfs.

## Geschichte
Der Ort wurde schon Anfang des 11. Jahrhunderts erwähnt. Die Pfarrkirche hl. Ruprecht wird 1078 erwähnt. Projern war Sitz eines gleichnamigen Edelfreiengeschlechts, das auch die Burg Karlsberg erbaute. Die Vorfahren der Edelfreien von Dietrichstein gehen auf die Herren von Projern zurück.
In der Steuergemeinde Projern liegend, gehörte der Ort in der ersten Hälfte des 19. Jahrhunderts zum Steuerbezirk Karlsberg. Bei Bildung der Ortsgemeinden im Zuge der Reformen nach der Revolution 1848/49 kam Projern an die Gemeinde Hörzendorf (die zunächst unter dem Namen Gemeinde Karlsberg geführt wurde), 1972 an die Gemeinde Sankt Veit an der Glan.

### Bevölkerungsentwicklung
Für die Ortschaft zählte man folgende Einwohnerzahlen:
- 1869: 18 Häuser, 120 Einwohner[3]
- 1880: 17 Häuser, 121 Einwohner[4]
- 1890: 17 Häuser, 125 Einwohner[5]
- 1900: 18 Häuser, 127 Einwohner[6]
- 1910: 17 Häuser, 91 Einwohner[7]
- 1923: 14 Häuser, 93 Einwohner[8]
- 1934: 89 Einwohner[9]
- 1961: 13 Häuser, 76 Einwohner[10]
- 2001: 22 Gebäude (davon 17 mit Hauptwohnsitz) mit 23 Wohnungen; 56 Einwohner und 3 Nebenwohnsitzfälle; 21 Haushalte; 1 Arbeitsstätten, 10 land- und forstwirtschaftliche Betriebe[11]
- 2011: 22 Gebäude, 58 Einwohner, 24 Haushalte, 6 Arbeitsstätten[12]
- 2021: 23 Gebäude, 50 Einwohner, 27 Haushalte, 5 Arbeitsstätten[13]

## Kultur und Sehenswürdigkeiten
- Katholische Pfarrkirche Projern hl. Rupert

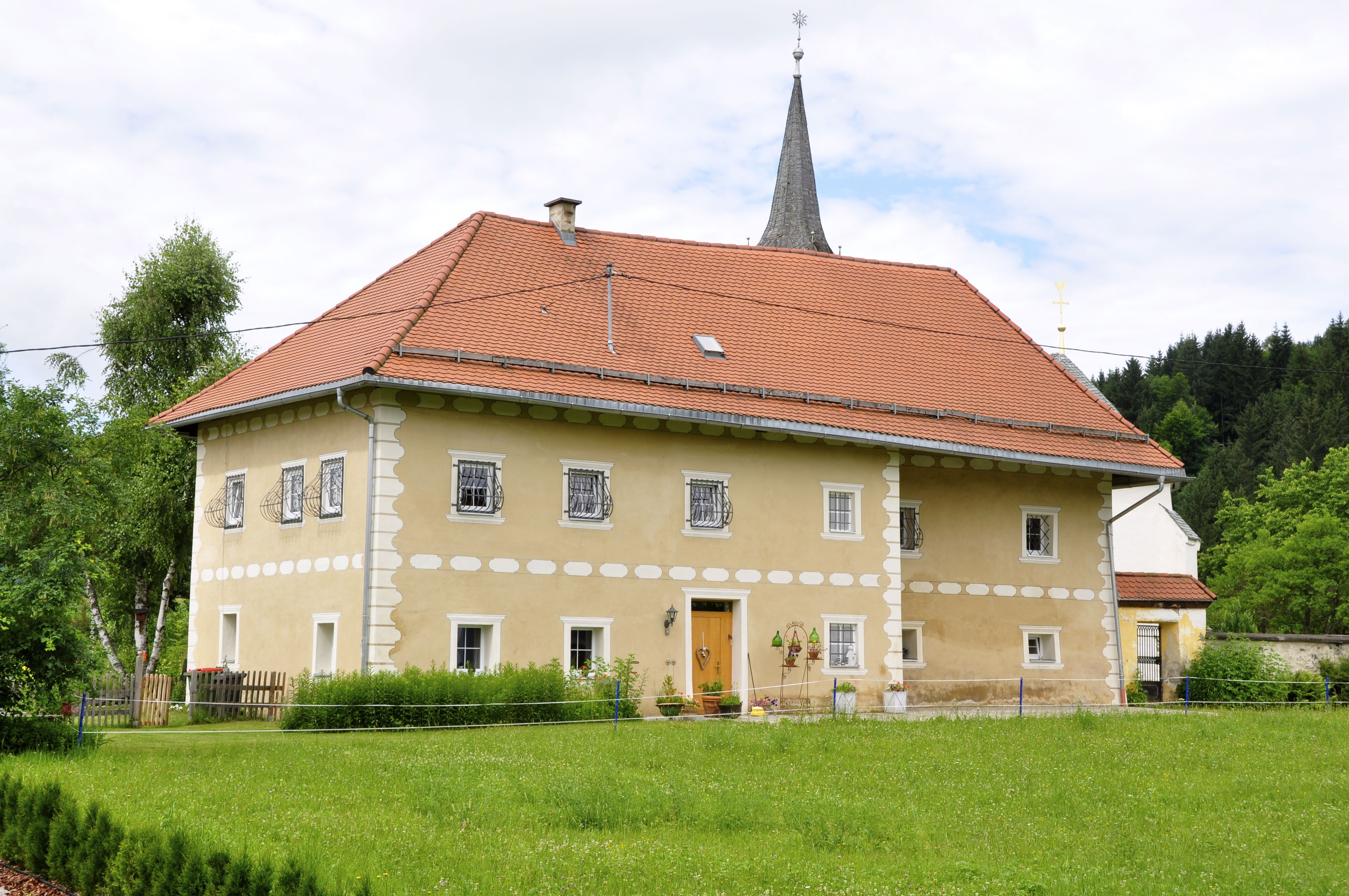
Pfarrhof, ehemaliger mittelalterlicher Wehrbau
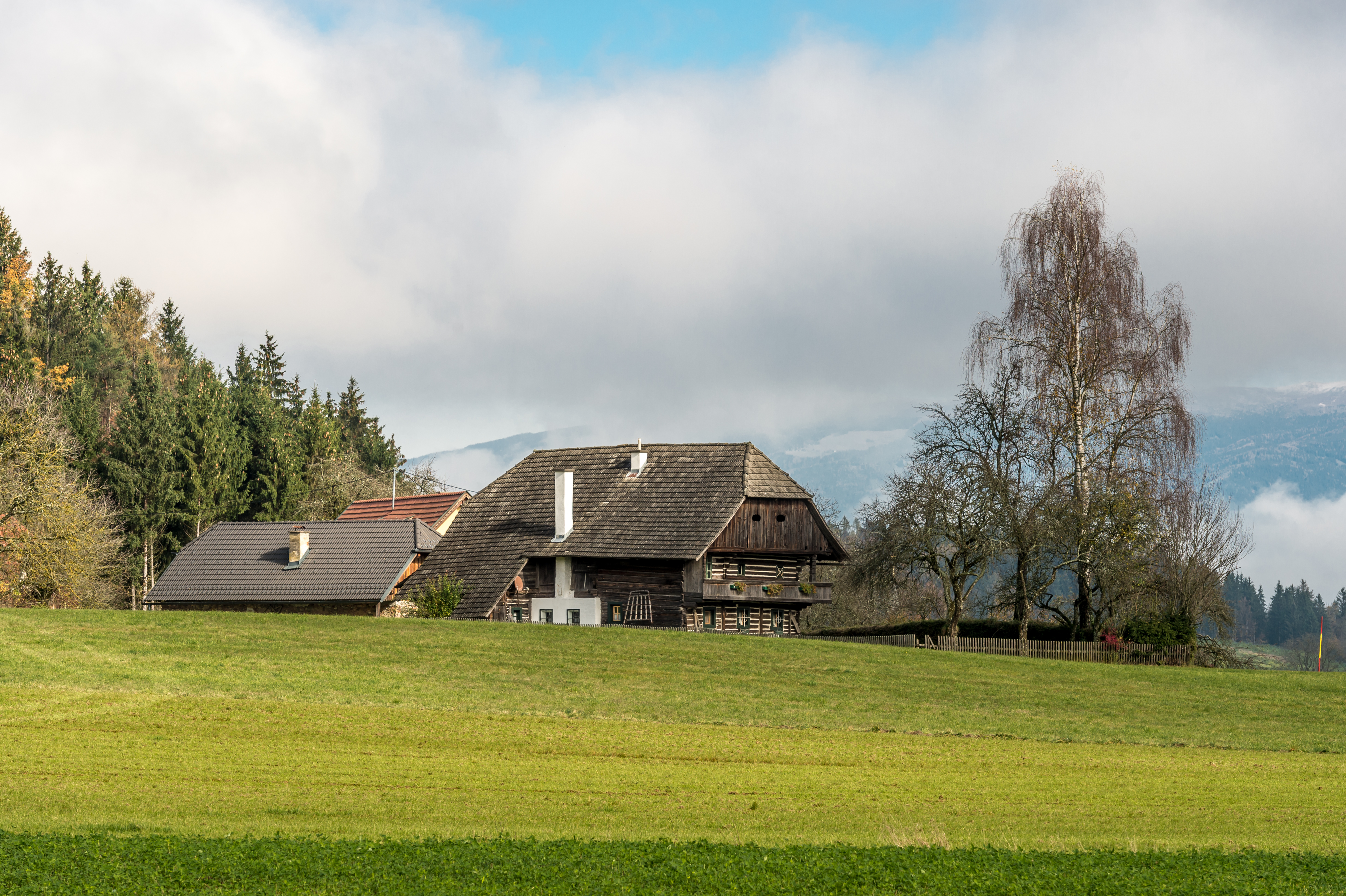
Bauernhaus Schmied (Nr. 12)
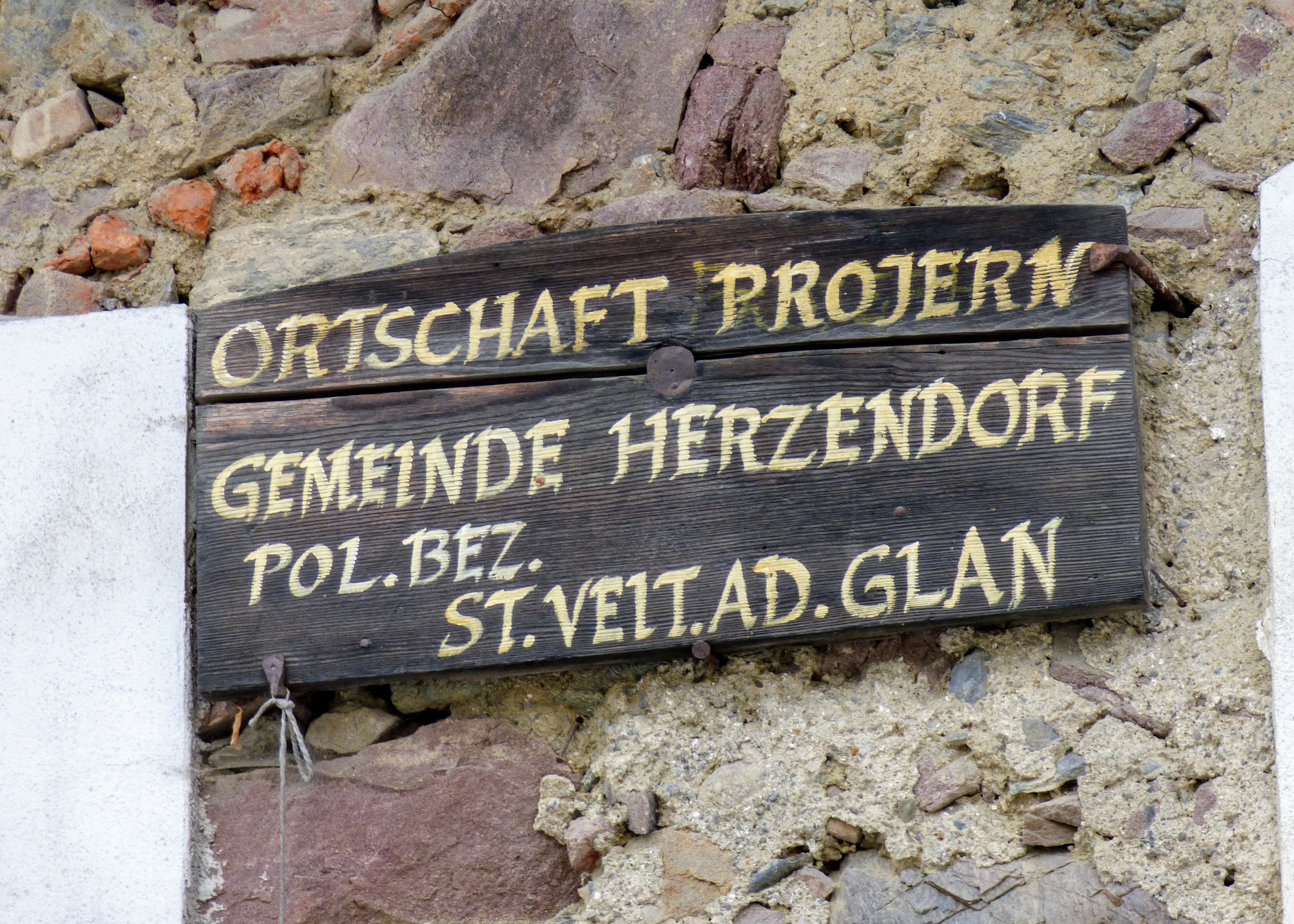
Ortschaftstafel Projern, damals Teil der Gemeinde Hörzendorf
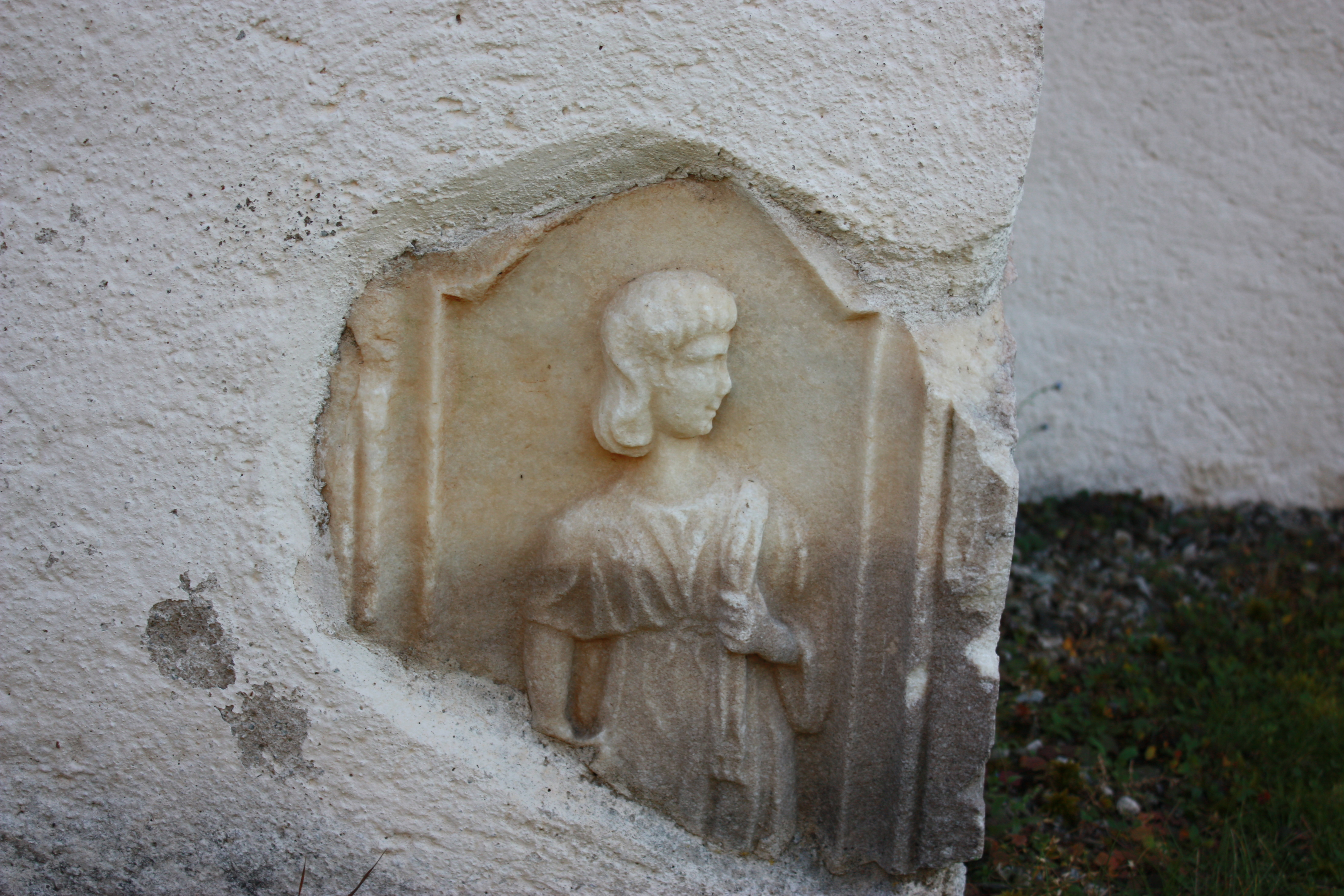
Römerstein an der Pfarrkirche

## Infrastruktur
1810 gab es in Projern bereits eine vom Pfarrer eingerichtete Schule. 1831 wurde die Schule in ein eigens errichtetes Schul- und Mesnerhaus verlegt.